# Bertossaite
La bertossaite è un minerale simile all'ambligonite, rinvenuto in Ruanda, così denominato in onore di A. Bertossa.

## Morfologia
Massivo, di colore rosa pallido, associato ad ambligonite, lazulite e brasilianite.

## Origine e giacitura
Rinvenuto nelle pegmatiti di Buranga, Rwanda.